# Château de La Clayette
Le Château de La Clayette est situé sur la commune de La Clayette en Brionnais, dans le département de Saône-et-Loire en région Bourgogne-Franche-Comté.

## Description
Environné d'eau, le château médiéval occupe une plate-forme de plan rectangulaire irrégulier. Les communs consistent en deux bâtiments parallèles dotés chacun d'une tourelle d'angle en surplomb.
Au centre du bâtiment nord, s'élève une tour carrée, à laquelle est adossée une tourelle d'escalier. Le bâtiment sud est flanqué d'une tour ronde, la tour de Paray, à laquelle s'appuie une tourelle d'escalier circulaire.
La partie orientale de l'enceinte, la plus récente, est formée d'un corps de logis rectangulaire accoté à une grosse tour carrée. Au sud du corps de logis, le chemin de ronde a été aménagé en galerie. En retour d'équerre, subsistent des bâtiments du XVIIIe siècle : un autre corps de logis et dans le même alignement, un pavillon.
À l'est, une chaussée qui longe les façades relie le château à une porte fortifiée, formée d'une tour carrée percée d'une porte charretière.
Avec son parc et ses douves reliées à un étang de 30 ha, le château bénéficie de multiples protections au titre des monuments historiques : 
- classement en 1946 pour la porte d'entrée, les poternes, les façades et toitures ;
- classement en 1950 pour la chapelle (dédiée à saint Jean l’Évangéliste et à saint Étienne) dont la voûte est recouverte de peintures représentant un concert d'anges musiciens (les instruments qui y sont représentés sont la harpe, le psaltérion, le luth, l'orgue, la vièle à crochet, le triangle, la flûte à bec et la flute à une main, la cornemuse, la chalemie, les trompettes et les buisines[3]) ;
- inscription en 2002 du reste du château.

Depuis 1722, le château appartient à la famille de Noblet d'Anglure.

## Historique

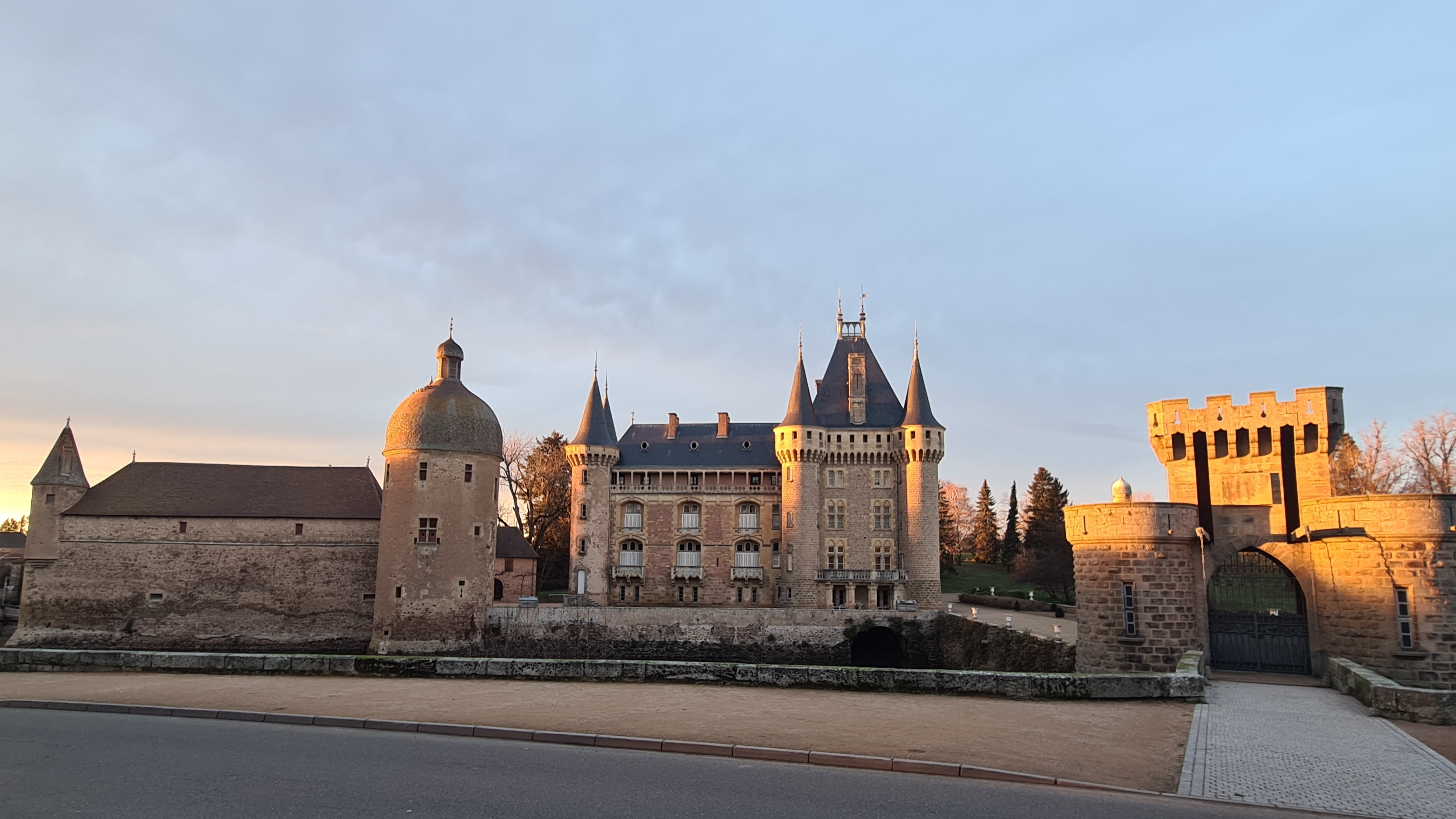
Le château et son pont-levis (XIXe siècle), rue de la Promenade.

Le château de La Clayette fut, du XIVe siècle à la Révolution, le centre de l’une des seigneuries les plus importantes de la région.
- 1307 : Jean de Lespinasse reconnaît tenir en fief du roi de France « le grand étang dit de la claete avec le moulin attenant. » Il édifie donc près de l'étang une maison forte pour résister aux brigands qui dévastaient le royaume[6] ;
- 1380 : Alors que l'invasion anglaise se fait menaçante avec la guerre de Cent Ans et que la France est parcourue par des bandes armées, le roi Charles V encourage les seigneurs à remettre en état leurs forteresses. Philibert de Lespinasse, successeur de son père Jean, transforme la maison forte en un château cantonné de grosses tours rondes ;
- 1420 : le château échoit à Louis de Chantemerle dont la famille fait partie de l'entourage des ducs de Bourgogne[7] ;
- 18 mai 1482 : le roi Louis XI séjourne deux nuits au château[8] ;
- 2 août 1524 : le roi François Ier, en route pour Lyon, passe la nuit au château ;
- 1632 : le domaine passe à Paul de Damas, veuf d'Alice-Éléonore de Chantemerle ;
- 1703 : au décès de Jean-Léonard de Damas, les Palatin de Dyo en héritent ;
- 1722 : après une succession de ventes, le château est acheté par Bernard de Noblet ;
- 1730 : la baronnie de La Clayette est érigée en comté par le roi ;

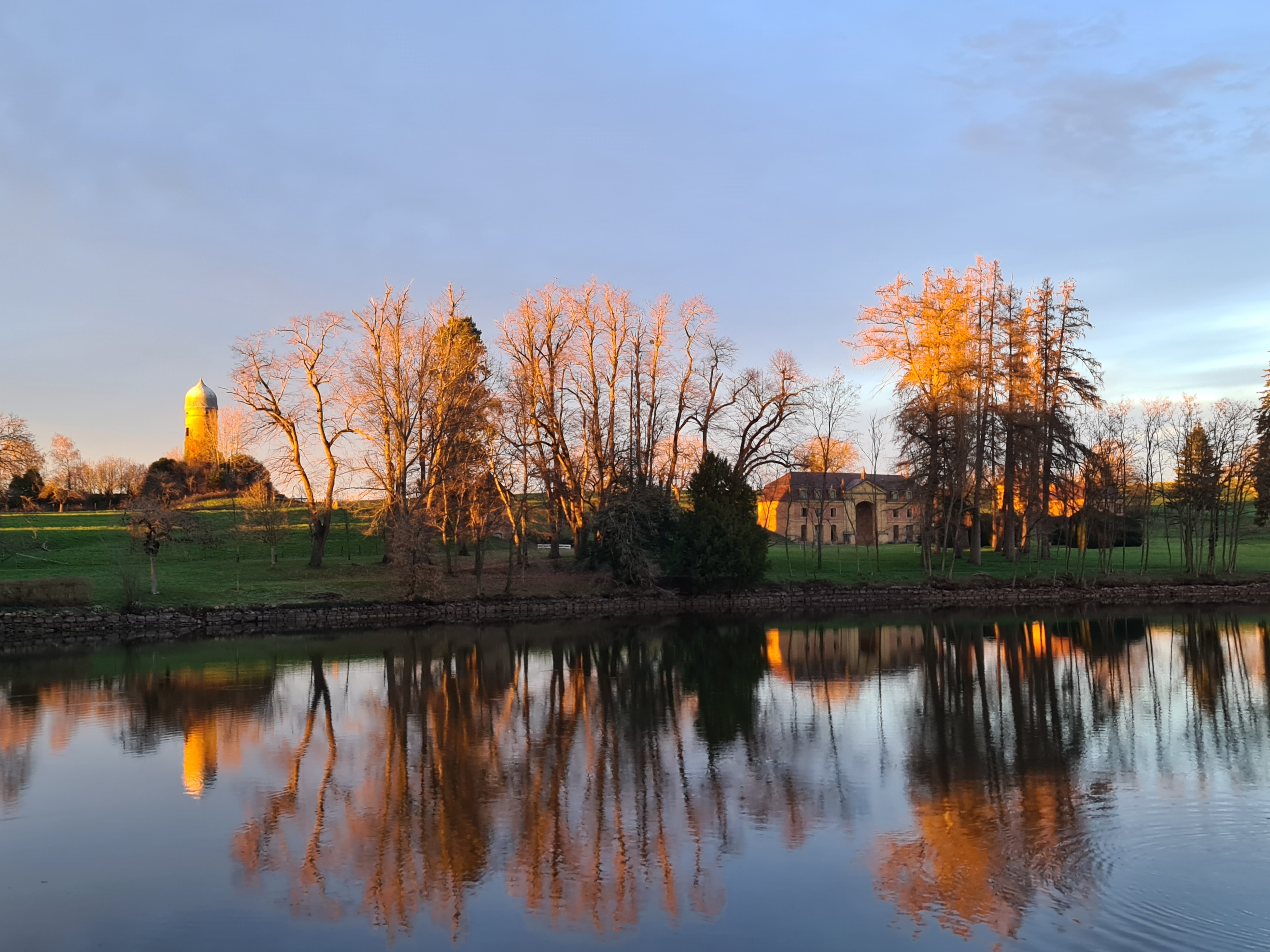
La tour de guet et l'orangerie dans le parc du château (XVIIIe siècle).

- XVIIIe siècle : ajout de bâtiments et construction d'une orangerie et d'une tour de guet dans le parc ;
- XIXe siècle : profond remaniement de la partie nord et ajout d'un pont-levis de style néo-gothique ;
- 3 juin 1951 : un concours hippique national de saut d'obstacles est organisé pour la première fois dans le parc du château[9],[10].

### Les Noblet d'Anglure
- C’est Bernard de Noblet fait l'acquisition du château en 1722
- - du 1er lit de Bernard :
- Alexandre Marie de Noblet, marquis d'Anglure, fils du précédent (né en 1699)
- Charles-Étienne de Noblet, chevalier, fils du précédent (né en 1739 au château)
- - du 2nd lit de Bernard :
- Claude-Alexis de Noblet, marquis de La Clayette (1720-1802)
- Étienne Angélique Victor de Noblet d'Anglure, comte de La Clayette, fils du précédent (1772-1847)
- Charles, marquis de Noblet d'Anglure, fils du précédent (1822-1898)
- Abel, marquis de Noblet d'Anglure, fils du précédent (1856-1927)
- Gonzague, marquis de Noblet d'Anglure, fils du précédent (1888-1983)
- Bernard, marquis de Noblet d'Anglure, fils du précédent (1925-1991)
- Amaury,⁰ marquis de Noblet d'Anglure, frère du précédent (1929-2018)[11]
- Thibault, marquis de Noblet d'Anglure, fils du précédent (1957-)
- Gonzague, comte de Noblet d'Anglure, frère du précédent (1960 - 2024)
- Comte Gontran de Noblet d'Anglure,  (1932-2020)[12]  frère d'Amaury de Noblet d'Anglure
- Comte Aymeric de Noblet d'Anglure (1968-) fils du précédent

## Divers
Depuis 2019, le festival Saint Rock se tient en juillet dans le parc du château. Il est également possible de visiter les extérieurs et les dépendances du château, en visite guidée avec l'Office de Tourisme du Sud Brionnais (parc, cour d'honneur, écuries, orangerie, cuisines médiévales et tour de Paray). Auparavant, le château n'était accessible qu'en de rares occasions, notamment au cours d'un spectacle son et lumière en période estivale, ou durant les journées européennes du patrimoine.
En 2021, le département de Saône-et-Loire lance une campagne nationale de promotion touristique à la suite de la création de la marque « Route 71 - Bourgogne du Sud ». Des spots publicitaires sont diffusés sur les chaînes TV nationales et des panneaux grand format sont exposés dans les travées du métro parisien, notamment illustrés par le château de La Clayette.

## Galerie

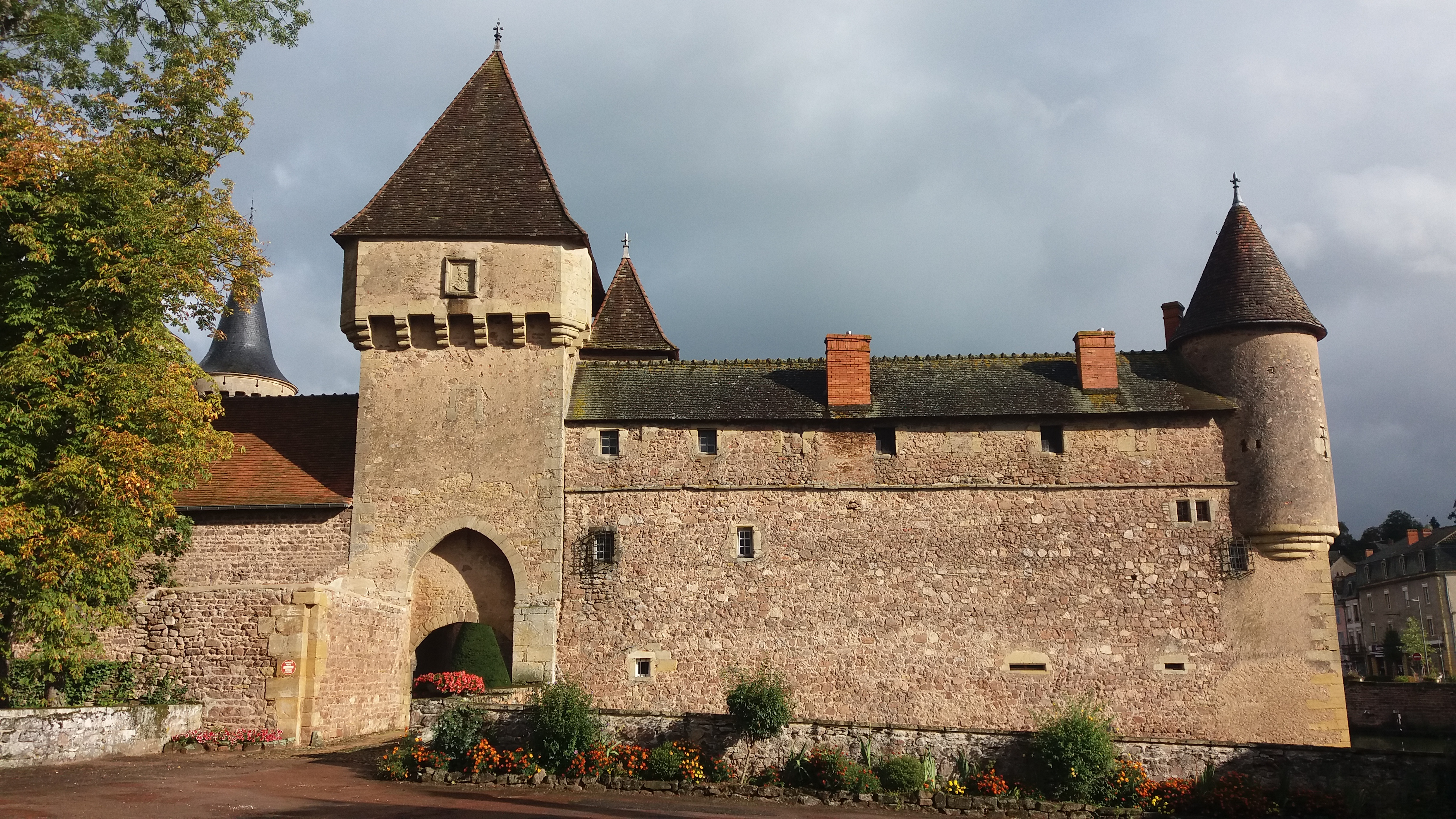
Fortifications.
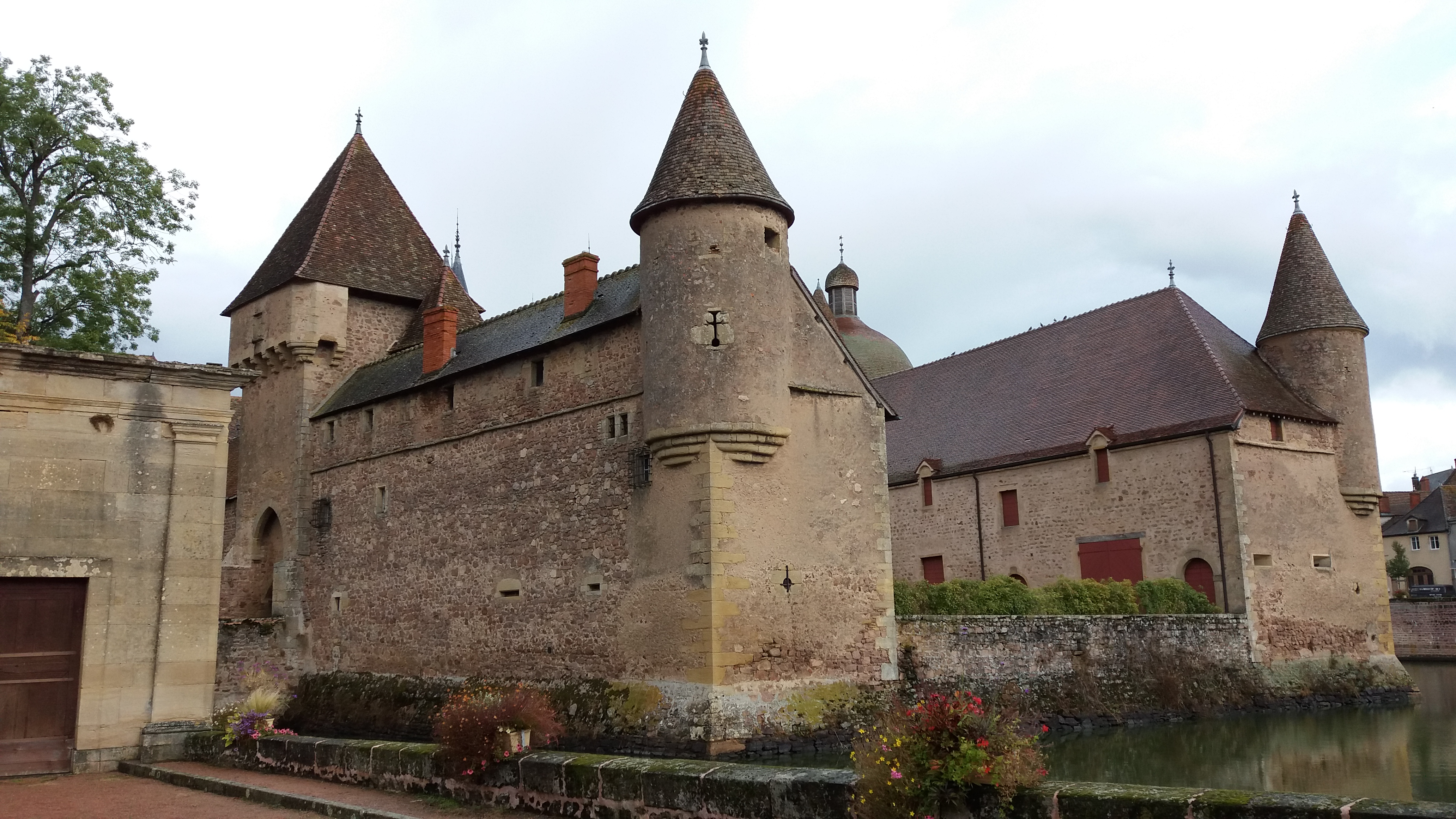
Dépendances.
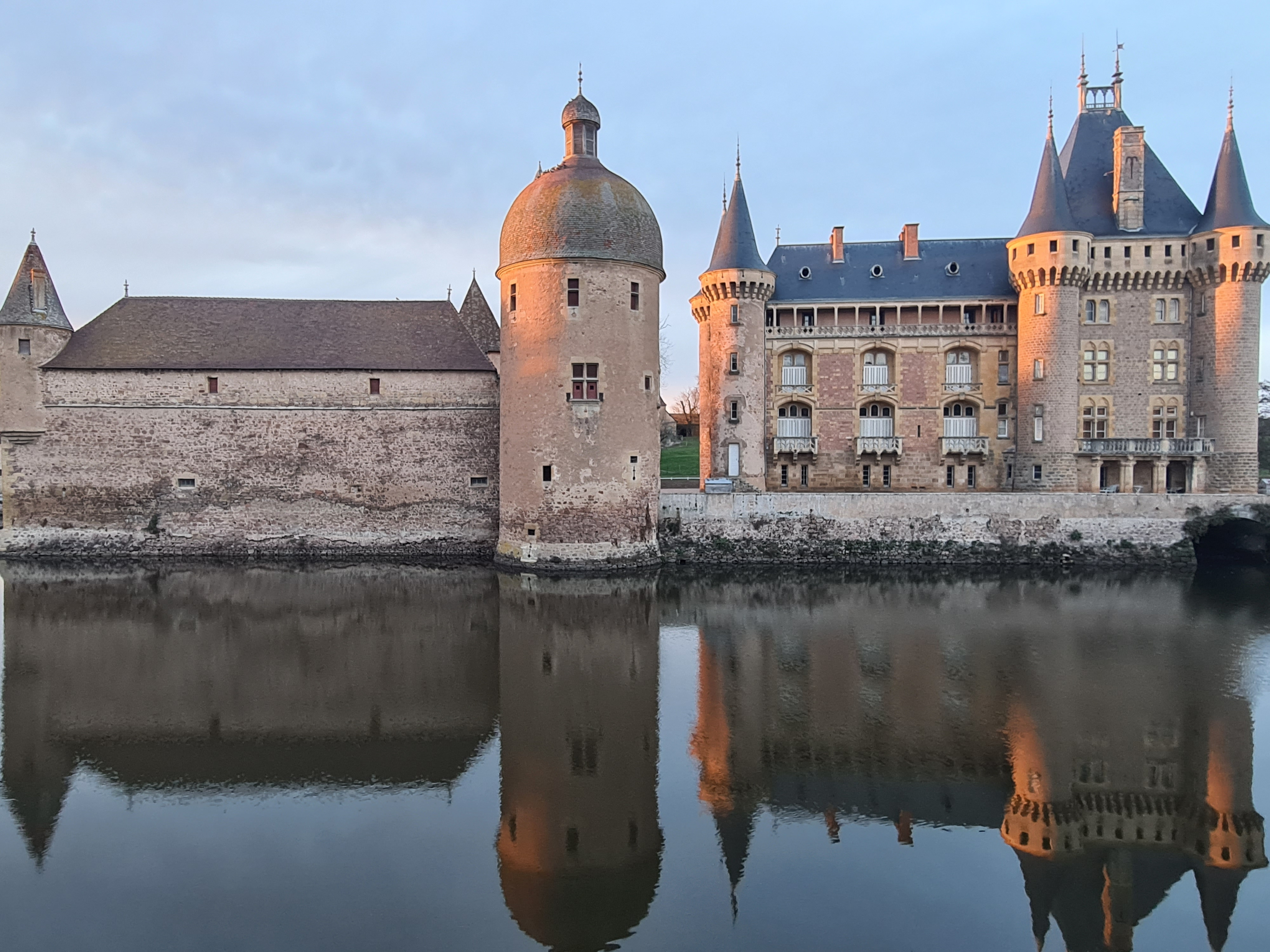
Façade et douves.
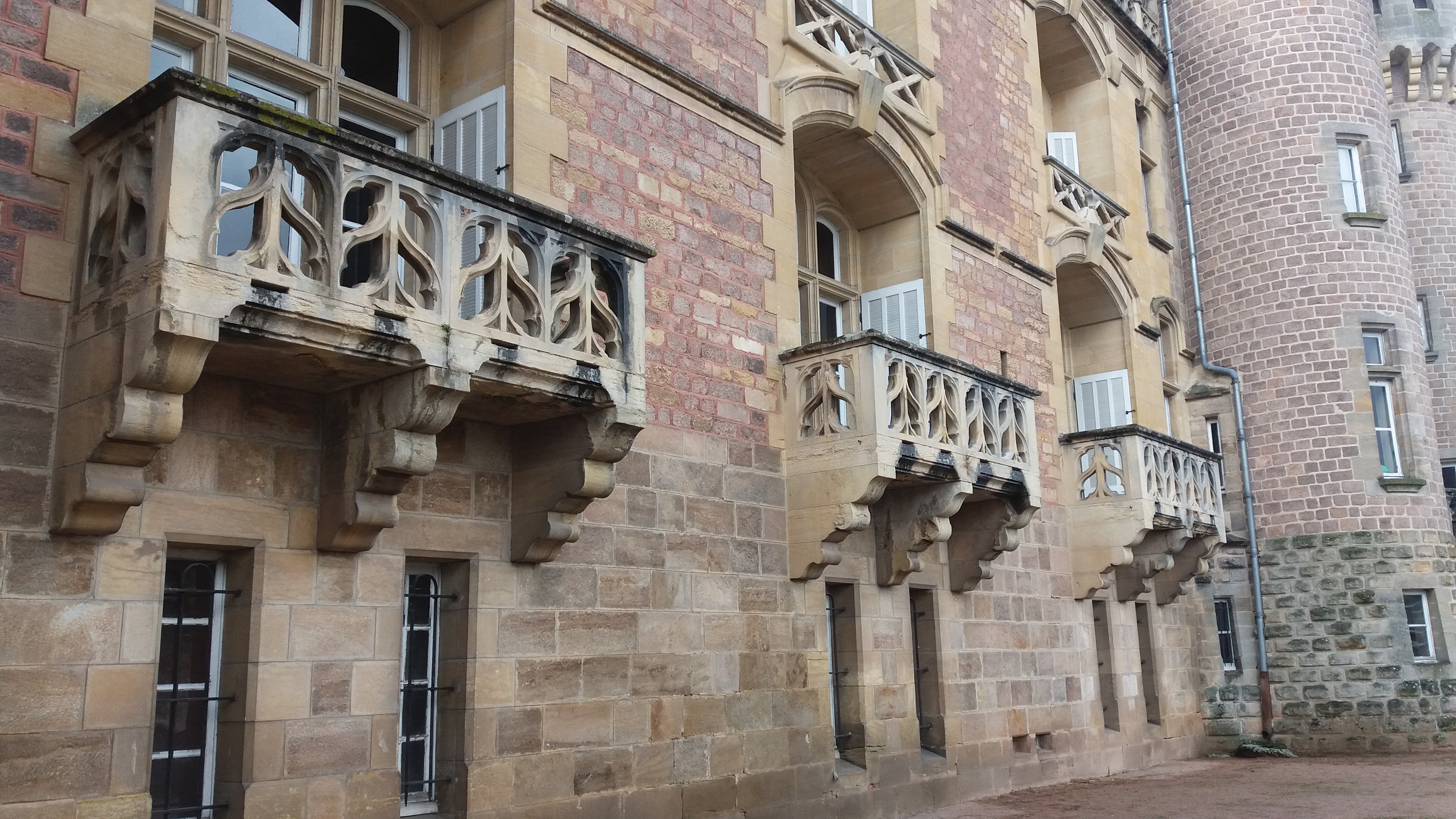
Détails de la façade et des balcons.
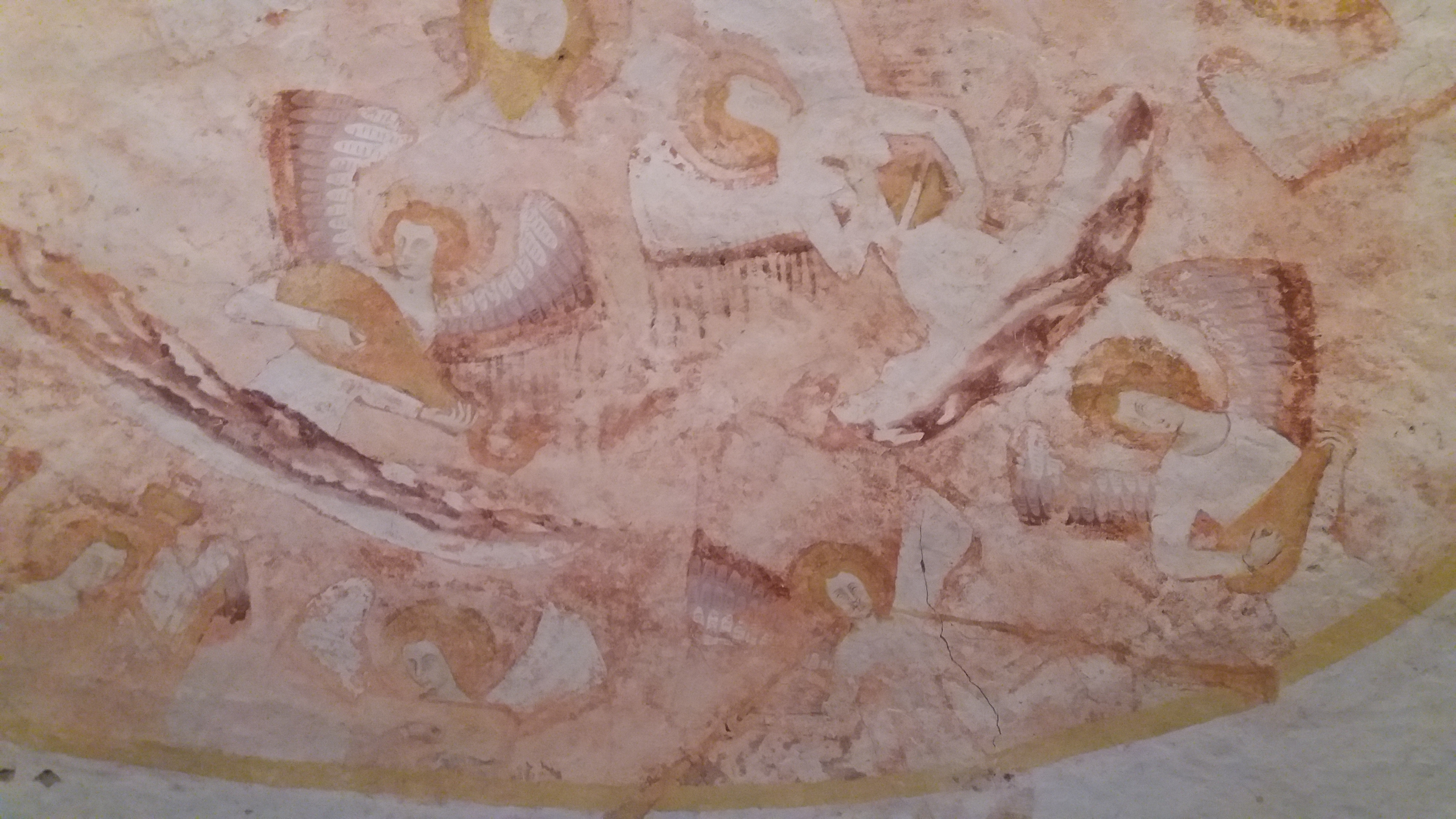
Fresque d'un concert d'anges dans la chapelle.

## Panorama

Le château et son parc à l'extrémité ouest de l'étang, rue de la Promenade.